# 小源湖
小源湖是一个位于中国安徽省黄冈市的淡水湖，面积约为1.85平方千米，属于长江区。它的一级流域为长江流域，二级流域为长江干流水系。